# Gaston Bogaerts (musicus)
Gaston Bogaerts (Brussel, 31 juli 1921 – La Garde-Freinet, 9 december 2022) was een Belgisch percussionist van de groep The Chakachas en scoorde met de wereldhit Jungle Fever uit 1972. Hij schreef ook twee boeken over muziek en wijdde zich na zijn muziekcarrière ook aan schilderkunst. 

## Biografie
Gaston Bogaerts kreeg van zijn oom, die directeur was in een mijn in Belgisch-Congo, enkele tamtams. De interesse groeit, in 1946 koopt hij ook cimbalen en sluit zich aan bij de Brusselse orkestleider Roger Rose, die in Avignon kan spelen en later op wereldtournee gaat. In het Quintette Roger Rose speelt ook Nicolas Ooms. 
Vanaf 1953 probeert hij het zelf met Gaston Bogart & His Continentals en neemt voor Ronnex Records enkele plaatjes op. Voor de periode dat EXPO 58 loopt wil een clubeigenaar een eigen orkest en trekt hiervoor Bogaerts aan. Tijdens een avond brengt iemand een Cubaanse vriendin, Kary Kento, mee. Die ontmoeting resulteert uiteindelijk in de hit Eso es el amor. Bogaerts verandert zijn naam in Tito Madinez, sticht de groep The Chakachas en scoort later nog enkele hits waaronder Rebecca (1959) dat gebruikt werd in de film La battaglia di Algeri.
In 1966 stopt Bogaerts als frontman met de groep, die verder gaat zonder hem en waarin hij wordt vervangen door Roger Clerckx. In 1970 wordt hij echter overtuigd om opnieuw samen te werken. Hieruit ontstaat Jungle Fever (1972) dat op de 8ste plaats in de Amerikaanse Billboard Hot 100 stond. Na nog 2 albums is het echter definitief voorbij. Bogaerts gaat schilderen en verhuist naar een huis in La Garde-Freinet dat hij in 1962 kocht tijdens een optreden in het Casino van Monte Carlo.
In 2002 schreef hij nog het boek Dance Band: Quand Bruxelles jazzait... over zijn ervaringen als jazzdrummer tussen 1937 en 1957. In 2011 schreef hij een tweede boek, Le carnet de route des Chakachas. 
Schilderwerk van hem is te zien in het SMAK te Gent en in de Koninklijke Musea voor Schone Kunsten van België.
Hij overleed op 9 december 2022 en werd 101 jaar oud.
- International Standard Name Identifier: 0000 0000 7846 8106
- MusicBrainz: 85b21a47-919f-4097-a21f-1f0d5ffcdde3
- RKD-Nederlands Instituut voor Kunstgeschiedenis: 9920
- Union List of Artist Names: 500041225
- Virtual International Authority File: 95948277